# Radio Free Asia
Radio Free Asia is een Amerikaanse radiozender en is gevestigd in Washington D.C..
De zender werd in 1994 opgericht door het Amerikaans Congres en uit Amerikaanse overheidsmiddelen gefinancierd. De eindverantwoordelijkheid voor de zender ligt bij de Broadcasting Board of Governors (BBG) die voor alle niet-militaire buitenlandse uitzendingen van de VS verantwoordelijk is. Het netwerk wordt onderhouden door het International Broadcasting Bureau (IBB).
De zender straalt programma's uit naar Centraal- en Zuidoost-Azië in negen verschillende talen. De zender heeft naar eigen zeggen tot doel, de bevordering van democratische waarden en vrijheid door de verbreiding van feiten en ideeën.
Er wordt uitgezonden in het Tibetaans, Standaardmandarijn, Standaardkantonees, Oeigoers, Birmaans, Vietnamees, Laotiaans, Khmer en Koreaans voor Noord-Korea.
De programma's worden in de stijl van Radio Free Europe/Radio Liberty geproduceerd en op de korte golffrequentie uitgezonden. De zenders staan gestationeerd op de Marianen, in Sri Lanka, Kazachstan, Tadzjikistan, op Hawaï, in Armenië, Mongolië en op Palau.